# ニコライ・キセリョフ
ニコライ・キセリョフ（英: Nikolay Fyodorovich Kiselyov、露: Никола́й Фёдорович Киселёв、1939年10月25日 - 2005年）はソビエト連邦・レニングラード（現・ロシア・サンクトペテルブルク出身の元ノルディック複合選手。

## プロフィール
レニングラードのソビエト軍スポーツクラブに所属し、1964年インスブルックオリンピックで銀メダルを獲得した。